# Primo Carnera
Primo Carnera (26. oktober 1906 i Sequals nær Udine i Italien – 29. juni 1967) var en italienske verdensmester i sværvægtsboksning 1933-34.
Carnera var en stor bokser, da han var 1,97 m høj og vejede over 125 kg og var historiens tungeste sværvægtsbokser, indtil den 19. december 2005, da den 147 kg tunge og 2,13 m Nikolay Valuev vandt WBA's version af sværvægtsmesterskabet.

## Professionel karriere
Den 12. september 1928 boksede Carnera sin første professionelle kamp, mod Leon Sebilo, i Paris. Carnera vandt på knockout i anden runde. Han vandt sine seks første kampe, men senere, tabte han mod Franz Diener efter en diskvalificering i første runde i Leipzig. Senere vandt han syv kampe i træk indtil han mødte Young Stribling i tre kampe. Stribling blev diskvalificeret i den første kamp i runde fire og Carnera blev diskvalificeret i den anden kampen i den syvende runden. I den tredje kamp mod Stribling vandt Carnera på knockout i sjette runde.
I 1930, flyttede Carnera til USA og han var meget aktiv, da han straks vandt sytten kampe på knockout. Hans række af sejre blev brudt da han blev diskvalificeret i femte runde mod George Godfrey, i en kamp i Philadelphia. Carnera tabte også mod Jim Maloney i Boston.
I 1931, boksede han otte kampe, hvoraf han vandt de 7, bl.a over dansk-amerikaneren Knute Hansen, Jim Maloney og King Levinsky. Han tabte dog samme år til den fremtidige verdensmester i sværvægt Jack Sharkey.
I 1932 boksede han hele 25 kampe med resultatet 23-2, hvoraf 17 var sejre på knockout men de fleste kampe foregik mod ukendte boksere. I de år tabte han to gange mod Larry Gains i London, og  mod Stanley Poreda, i en kontroversiel kamp i Newark, New Jersey.
1933 var et af de vigtigste år i Carneras liv. Den 10. februar slog han Ernie Schaaf med en knockout i trettende runde i New York. Schaaf døde to dage senere.
Hans næste kamp var tittelkampen om verdensmesterskabet i sværvægtsboksning mod verdensmesteren Jack Sharkey. Kampen fandt sted den 29. juni i Madison Square Garden's bowl på Long Island, New York. Carnera vandt kampen på knockout i sjette runde og var dermed ny verdensmester. 
Carnera forsvarede titlen mod Paulino Uzcudun fra Spanien og mod Tommy Loughran. Begge kampe varede i 15 runder og blev vundet på point.
I 1934 tabte Primo Carnera sin verdensmestertitel på knockout til Max Baer, hvor han slået i gulvet hele tolv gange i en kamp som varede i elleve runder.
Carneras resultat som professionel bokser var 87 sejre, heraf 69 på knockout, 14 tabte kampe og en uden afgørelse. Hans 69 sejre på knockout gjorde han til medlem af en eksklusiv klub for boksere som havde vundet over 50 kampe på knockout.

## Mistanker om aftalte kampe
Primo Carneras karriere var kontroversiel, og var plaget af rygter om forbindelse til gangstere, der med fixede kampe førte Carnera frem til VM-titlen blot for at opnå gevinst på fixede væddemål. Carneras turbulente karriere dannede forlæg for Budd Schulbergs roman The Harder They Fall, der blev filmatiseret i filmen Jo hårdere falder de fra 1957 om den store sværvægtsbokser, der lokkes til en karriere i USA for blot at ende op med ingenting. 
Primo Carnera er ikke optaget i International Boxing Hall of Fame og er således sammen med Marvin Hart og Leon Spinks den ene af de kun tre generelt anerkendte sværvægtsmestre, der ikke har opnået denne anerkendelse.
Primo Carneras fætter Raimondo Carnera blev dansk statsborger og var en fremtrædende fægter.